# コマツ工機
コマツ工機株式会社（コマツこうき）は、石川県小松市に本社を置いていたコマツグループの工作機械などのメーカーである。

## 概要
1994年6月、コマツ工機株式会社はコマツの工作機械事業を展開する事業体としてコマツより分離独立した。主な事業内容は、クランクシャフト加工機に代表される工作機械事業、半導体素材製造装置と液晶製造装置に代表されるエレクトロニクス事業の二つであった。特に、自動車メーカー向けのクランクシャフト加工機は世界でもトップのシェアを持っていた。
元々、コマツが自社において建設機械用に生産・使用していた工作機械を事業の発端としている。クランクシャフト加工機については1971年から生産が始まっており、35年以上の歴史の中で着実に技術が蓄積されてきた。2011年4月1日付でコマツNTCと合併した。コマツNTC（コマツ傘下に吸収されて社名が日平トヤマからたコマツNTCに改名）は改名より2年なので、そのままコマツNTC名を継続した。
コマツNTCの項も参照されたい。

## 本社所在地
- 石川県小松市符津町ツ23番地（コマツ粟津工場内）